# Receptor celular

Esquema de receptor transmembrana. E: espacio extracelular; I: espacio intracelular; P: membrana plasmática.

En biología celular el término receptores designa a las proteínas o glicoproteínas que permiten la interacción de determinadas sustancias (ligando) con los mecanismos del metabolismo de la célula. Están presentes en la membrana plasmática, en las membranas de los orgánulos, en el citosol celular o en el núcleo celular, a las que se unen específicamente otras sustancias químicas llamadas moléculas señalizadoras, como las hormonas y los neurotransmisores.
La unión de una molécula señalizadora a sus receptores específicos desencadena una serie de reacciones en el interior de las células (transducción de señal), cuyo resultado final depende no solo del estímulo recibido, sino de muchos otros factores, como el estadio celular, la presencia de patógenos, el estado metabólico de la célula, etc.

## Tipos de receptores celulares

### Tipos
|                  |                  |                  |                  |                  |                  |  |  |  |  |                             |                             |                             |                             |                             |                             | de rodopsina           |  |                       |                       |                       |                       |                       |                       |  |  |
|                  |                  |                  |                  |                  |                  |  |  |  |  |                             |                             |                             |                             |                             |                             |                        |  |                       |                       |                       |                       |                       |                       |  |  |
|                  |                  |                  |                  |                  |                  |  |  |  |  |                             |                             |                             |                             |                             |                             |                        |  |                       |                       |                       |                       |                       |                       |  |  |
|                  |                  |                  |                  |                  |                  |  |  |  |  |                             |                             |                             |                             |                             |                             | de secretina           |  |                       |                       |                       |                       |                       |                       |  |  |
|                  |                  |                  |                  |                  |                  |  |  |  |  |                             |                             |                             |                             |                             |                             |                        |  |                       |                       |                       |                       |                       |                       |  |  |
|                  |                  |                  |                  |                  |                  |  |  |  |  |                             |                             |                             |                             |                             |                             |                        |  |                       |                       |                       |                       |                       |                       |  |  |
|                  |                  |                  |                  |                  |                  |  |  |  |  |                             |                             |                             |                             |                             |                             | de glutamato           |  |                       |                       |                       |                       |                       |                       |  |  |
|                  |                  |                  |                  |                  |                  |  |  |  |  |                             |                             |                             |                             |                             |                             |                        |  |                       |                       |                       |                       |                       |                       |  |  |
|                  |                  |                  |                  |                  |                  |  |  |  |  |                             |                             |                             |                             |                             |                             |                        |  |                       |                       |                       |                       |                       |                       |  |  |
|                  |                  |                  |                  |                  |                  |  |  |  |  | acoplado a proteína G       | acoplado a proteína G       | acoplado a proteína G       | acoplado a proteína G       | acoplado a proteína G       | acoplado a proteína G       |                        |  | CAP-AMPc              | CAP-AMPc              | CAP-AMPc              | CAP-AMPc              | CAP-AMPc              | CAP-AMPc              |  |  |
|                  |                  |                  |                  |                  |                  |  |  |  |  | acoplado a proteína G       | acoplado a proteína G       | acoplado a proteína G       | acoplado a proteína G       | acoplado a proteína G       | acoplado a proteína G       |                        |  | CAP-AMPc              | CAP-AMPc              | CAP-AMPc              | CAP-AMPc              | CAP-AMPc              | CAP-AMPc              |  |  |
|                  |                  |                  |                  |                  |                  |  |  |  |  |                             |                             |                             |                             |                             |                             |                        |  |                       |                       |                       |                       |                       |                       |  |  |
|                  |                  |                  |                  |                  |                  |  |  |  |  |                             |                             |                             |                             |                             |                             | vomeronasal (feromona) |  |                       |                       |                       |                       |                       |                       |  |  |
|                  |                  |                  |                  |                  |                  |  |  |  |  |                             |                             |                             |                             |                             |                             |                        |  |                       |                       |                       |                       |                       |                       |  |  |
|                  |                  |                  |                  |                  |                  |  |  |  |  |                             |                             |                             |                             |                             |                             |                        |  |                       |                       |                       |                       |                       |                       |  |  |
|                  |                  |                  |                  |                  |                  |  |  |  |  |                             |                             |                             |                             |                             |                             | frizzled / smoothened  |  |                       |                       |                       |                       |                       |                       |  |  |
|                  |                  |                  |                  |                  |                  |  |  |  |  |                             |                             |                             |                             |                             |                             |                        |  |                       |                       |                       |                       |                       |                       |  |  |
|                  |                  |                  |                  |                  |                  |  |  |  |  |                             |                             |                             |                             |                             |                             |                        |  |                       |                       |                       |                       |                       |                       |  |  |
|                  |                  |                  |                  |                  |                  |  |  |  |  |                             |                             |                             |                             |                             |                             |                        |  |                       |                       |                       |                       |                       |                       |  |  |
|                  |                  |                  |                  |                  |                  |  |  |  |  |                             |                             |                             |                             |                             |                             | ionotrópico            |  |                       |                       |                       |                       |                       |                       |  |  |
|                  |                  |                  |                  |                  |                  |  |  |  |  |                             |                             |                             |                             |                             |                             |                        |  |                       |                       |                       |                       |                       |                       |  |  |
|                  |                  |                  |                  |                  |                  |  |  |  |  |                             |                             |                             |                             |                             |                             |                        |  |                       |                       |                       |                       |                       |                       |  |  |
| Receptor celular | Receptor celular | Receptor celular | Receptor celular | Receptor celular | Receptor celular |  |  |  |  | de apertura de canal iónico | de apertura de canal iónico | de apertura de canal iónico | de apertura de canal iónico | de apertura de canal iónico | de apertura de canal iónico |                        |  | glutamato ionotrópico | glutamato ionotrópico | glutamato ionotrópico | glutamato ionotrópico | glutamato ionotrópico | glutamato ionotrópico |  |  |
| Receptor celular | Receptor celular | Receptor celular | Receptor celular | Receptor celular | Receptor celular |  |  |  |  | de apertura de canal iónico | de apertura de canal iónico | de apertura de canal iónico | de apertura de canal iónico | de apertura de canal iónico | de apertura de canal iónico |                        |  | glutamato ionotrópico | glutamato ionotrópico | glutamato ionotrópico | glutamato ionotrópico | glutamato ionotrópico | glutamato ionotrópico |  |  |
|                  |                  |                  |                  |                  |                  |  |  |  |  |                             |                             |                             |                             |                             |                             |                        |  |                       |                       |                       |                       |                       |                       |  |  |
|                  |                  |                  |                  |                  |                  |  |  |  |  |                             |                             |                             |                             |                             |                             | ATP                    |  |                       |                       |                       |                       |                       |                       |  |  |
|                  |                  |                  |                  |                  |                  |  |  |  |  |                             |                             |                             |                             |                             |                             |                        |  |                       |                       |                       |                       |                       |                       |  |  |
|                  |                  |                  |                  |                  |                  |  |  |  |  |                             |                             |                             |                             |                             |                             |                        |  |                       |                       |                       |                       |                       |                       |  |  |
|                  |                  |                  |                  |                  |                  |  |  |  |  |                             |                             |                             |                             |                             |                             |                        |  |                       |                       |                       |                       |                       |                       |  |  |
|                  |                  |                  |                  |                  |                  |  |  |  |  |                             |                             |                             |                             |                             |                             | de tirosina quinasa    |  |                       |                       |                       |                       |                       |                       |  |  |
|                  |                  |                  |                  |                  |                  |  |  |  |  |                             |                             |                             |                             |                             |                             |                        |  |                       |                       |                       |                       |                       |                       |  |  |
|                  |                  |                  |                  |                  |                  |  |  |  |  |                             |                             |                             |                             |                             |                             |                        |  |                       |                       |                       |                       |                       |                       |  |  |
|                  |                  |                  |                  |                  |                  |  |  |  |  | ligado a enzima             | ligado a enzima             | ligado a enzima             | ligado a enzima             | ligado a enzima             | ligado a enzima             |                        |  | de guanilil ciclasa   | de guanilil ciclasa   | de guanilil ciclasa   | de guanilil ciclasa   | de guanilil ciclasa   | de guanilil ciclasa   |  |  |
|                  |                  |                  |                  |                  |                  |  |  |  |  | ligado a enzima             | ligado a enzima             | ligado a enzima             | ligado a enzima             | ligado a enzima             | ligado a enzima             |                        |  | de guanilil ciclasa   | de guanilil ciclasa   | de guanilil ciclasa   | de guanilil ciclasa   | de guanilil ciclasa   | de guanilil ciclasa   |  |  |
|                  |                  |                  |                  |                  |                  |  |  |  |  |                             |                             |                             |                             |                             |                             |                        |  |                       |                       |                       |                       |                       |                       |  |  |
|                  |                  |                  |                  |                  |                  |  |  |  |  |                             |                             |                             |                             |                             |                             | de tirosina fosfatasa  |  |                       |                       |                       |                       |                       |                       |  |  |
|                  |                  |                  |                  |                  |                  |  |  |  |  |                             |                             |                             |                             |                             |                             |                        |  |                       |                       |                       |                       |                       |                       |  |  |

## Tipos de receptores por mecanismo

### Receptores acoplados a proteínas G
Son un conjunto vasto de receptores acoplados a proteínas G que basan su modelo funcional en la transducción de señales: una proteína se une al receptor y genera una cascada de señales (transducción de señales) que deriva en un comportamiento biológico concreto. El 40% de los medicamentos actuales tienen como fin último la activación de estos receptores. Existen 6 subtipos de receptores acoplados a proteínas G que se distinguen por la similitud proteica, su mecanismo o su función.[cita requerida]
1. Similares a la rodopsina. Engloba un conjunto amplio de subfamilias de receptores, como la subfamilia de receptores de dopamina, esenciales para la supervivencia por su implicación primordial en el mecanismo de recompensa, o la subfamilia de receptores de histamina, que tienen implicación en el sistema inmune.
2. Familia de receptores de secretina. Engloba un conjunto importante de subfamilias de receptores.
3. Familia de receptores metabotrópicos de glutamato y feromonas. Engloba un conjunto de receptores basados en mensajeros secundarios y otros receptores relacionados con el gusto.
4. Receptores de feromonas de apareamiento por hongos.
5. Receptores de AMP Cíclico.
6. Frizzled / Smoothened.

### Receptores basados en la apertura de un canal iónico
Son un conjunto importante de receptores que basan su modelo funcional en la apertura de un canal iónico de sodio (Na+), calcio (Ca2+) o cloro (Cl-). Una proteína se une a un receptor y provoca la apertura de un canal iónico por donde discurren ciertos iones, positivos o negativos, que provocan una respuesta biológica concreta.
1. GABA
  1. alfa (α)
  2. beta (β)
  3. gamma (γ)
  4. delta (δ)
  5. epsilon (ε)
  6. pi (π)
  7. theta (θ)
  8. rho (ρ)
2. Glicina
  1. alfa (α)
  2. beta (β)
3. Serotonina
  1. 5-HT3
4. Acetilcolina nicotínica
  1. alfa (α)
  2. beta (β)
  3. gamma (γ)
  4. delta (δ)
  5. epsilon (ε)
5. Zinc activado

### Receptores ligados a enzima
Son un conjunto de receptores que basan su modelo funcional en el incremento de la actividad enzimática. Una proteína se une al receptor y provoca una actividad enzimática concreta a nivel intracelular.
1. Receptor del factor de crecimiento epidérmico (ErbB).

ErbB1,
ErbB2,
ErbB3,
ErbB4
1. Factor Neurotrófico Derivado de la Línea Celular Glial (GFRa).

GFRa1,
GFRa2,
GFRa3,
GFRa4
1. Receptor de péptidos natriuréticos (NPR).

NPR1,
NPR2,
NPR3,
NPR4
1. Receptor de neurotrofinas (TRK).

TrkA,
TrkB,
TrkC,
p75
1. Receptor de tipo Toll.

### Receptores transmembrana
Los receptores transmembrana son proteínas que se extienden por todo el espesor de las membranas de la célula, denominadas proteínas transmembranales. 

#### Membrana plasmática
En la membrana plasmática un extremo del receptor se encuentra fuera de la célula (dominio extracelular) y otro extremo del receptor dentro (dominio intracelular). Cuando el dominio extracelular reconoce a una hormona, la totalidad del receptor sufre un cambio en su conformación estructural que afecta al dominio intracelular, confiriéndole una nueva acción. En este caso, la hormona (u otro ligando) no atraviesa la membrana plasmática para penetrar en la célula. Aunque un receptor sencillo puede transducir alguna señal tras la unión del ligando, lo más frecuente es que la unión del ligando provoque la asociación de varias moléculas receptoras. Los principales tipos de receptores transmembrana son los siguientes:

##### Receptores con actividad tirosina quinasa intrínseca
Dentro de este grupo están los receptores de la mayor parte de los factores de crecimiento, (como EGF, TGF-alfa, HGF, PDGF, VEGF, FGF), y el receptor de insulina. Los receptores de esta familia tienen un dominio extracelular de unión al ligando, un dominio transmembrana, y un dominio intracelular con actividad tirosina quinasa intrínseca. Cuando se une el ligando, el receptor se dimeriza, lo que induce la autofosforilación de las tirosinas del dominio intracelular y activa la tirosina quinasa, que fosforila (y por tanto activa) muchas moléculas efectoras en cascada, de forma directa o mediante proteínas adaptadoras. Estos receptores pueden activar cascadas de señalización diferentes, como por ejemplo:
- la cascada de las MAP kinasas (por mitogen-activated protein), con activación de la proteína de unión a GTP denominada Ras, y síntesis y activación de factores de transcripción como FOS y JUN, que estimulan la producción de nuevos factores de crecimiento, de receptores para dichos factores y de proteínas que controlan la entrada de la célula en el ciclo celular
- la cascada de la PI3K (fosfoinositol 3-quinasa), que activa la quinasa Akt, implicada en proliferación celular y supervivencia celular por inhibición de apoptosis

En muchos tipos de cáncer se han detectado alteraciones en la actividad tirosina quinasa del receptor y mutaciones, por lo que estas moléculas son dianas terapéuticas muy importantes.

##### Receptores que carecen de actividad intrínseca y reclutan quinasas
En este grupo se incluyen los receptores de muchas citoquinas, como IL-2, IL-3, interferón α, β y γ, eritropoyetina (EPO), hormona del crecimiento y prolactina. La transmisión de la señal de estos receptores provoca la activación de miembros de la familia de quinasas denominadas JAK (Janus quinasas). Estas quinasas activan factores de transcripción citoplásmicos llamados STATs (por signal transducers and activation of transcription), que se translocan al núcleo y activan la transcripción de genes específicos. En otros casos, estos receptores activan la cascada de las MAP-quinasas.

##### Receptores acoplados a proteínas G
En este caso, la transducción de la señal se realiza a través de proteínas triméricas de unión a GTP (proteínas G), que constan de 7 hélices transmembrana y constituyen la mayor familia de proteínas receptoras (1% del genoma humano). Hay un gran número de ligandos que utilizan estos receptores, como las quimiokinas, vasopresina, serotonina, histamina, adrenalina, noradrenalina, calcitonina, glucagón y hormona paratiroidea, entre otros. Muchas drogas farmacéuticas comunes tienen como diana estos receptores. La unión del ligando provoca cambio de conformación y activación del receptor, que puede interaccionar con otras muchas proteínas G. La forma inactiva une GDP, mientras que la forma activa une GTP. En algunos casos, esta vía de señalización incluye AMPc como segundo mensajero.

##### Reconocimiento de la hormona por los receptores transmembrana
El reconocimiento de la estructura química de una hormona por el receptor de la hormona utiliza los mismos mecanismos de enlace no covalente como los puentes de hidrógeno, fuerzas electrostáticas, fuerzas hidrófobas y de Van der Waals. La equivalencia entre la unión hormona-receptor y la hormona libre es igual a: 
[H] + [R] <-> [HR], con
{\displaystyle K_{d}={{[H]*[R]} \over {[HR]}}}

[R]=receptor; [H]=hormona libre; [HR]=receptor unido a la hormona 
Lo importante de la fuerza de la señal transmitida por el receptor es la concentración de complejos hormona-receptor, que es definida por la afinidad que existe entre la hormona con su receptor, por la concentración de la hormona y por la concentración del receptor. La concentración de hormona circulante es el punto principal de la fuerza de la señal, siempre que los otros dos valores sean constantes. En reacciones rápidas, la producción de hormonas por las células puede almacenarse en forma de prohormonas, y rápidamente transformarse y liberarse cuando sea necesario.
También la célula puede modificar la sensibilidad del receptor, por ejemplo por la fosforilación. También por la variación del número de receptores que pueden modificar la fuerza total de señalización en el interior de la célula.

#### Membranas del ER y del Golgi
Los receptores transmembrana (TM) de los orgánulos Retículo endoplasmático y del Aparato de Golgi reciben ligandos no hormonales, como proteínas solubles presentes dentro de sus compartimentos de membrana.

### Receptores nucleares
Los receptores nucleares son proteínas solubles localizadas en el núcleo celular (envoltura nuclear o nucleoplasma). La hormona que pasa a través de la membrana plasmática, alcanza el receptor e inicia la cascada de señales. Los receptores nucleares son activadores de la transcripción genética, activados por ligandos, que se transportan con el ligando u hormona, que pasan a través de la membrana nuclear al interior del núcleo celular y activan la transcripción de ciertos genes y por lo tanto la posterior producción de una proteína.
Los ligandos típicos de los receptores nucleares son hormonas lipofílicas como las hormonas esteroideas, por ejemplo la testosterona, la progesterona y el cortisol, derivados de la vitamina A y vitamina D. Estas hormonas desempeñan una función muy importante en la regulación del metabolismo, en las funciones de muchos órganos, en el proceso de desarrollo y crecimiento de los organismos y en la diferenciación celular. La importancia de la fuerza de la señal es la concentración de hormona, que está regulada por:
- Biosíntesis y secreción de hormonas por los órganos endocrinos: Por ejemplo el hipotálamo recibe información, tanto eléctrica como bioquímica. El hipotálamo produce factores liberadores de hormonas que actúan sobre la hipófisis y activa la producción de hormonas hipofisarias, las cuales activan los órganos endocrinos que finalmente producen las hormonas para los tejidos diana. Este sistema jerarquizado permite la amplificación de la señal original que procede del hipotálamo. La liberación de hormonas enlentece la producción de estas hormonas por medio de una inhibición reactiva (feedback), para evitar una producción aumentada.
- Disponibilidad de la hormona en el citoplasma: Muchas hormonas pueden ser convertidas en formas de depósito por la célula diana para su posterior uso. Este reduce la cantidad de hormona disponible.
- Modificación de las hormonas en el tejido diana: Algunas hormonas pueden ser modificadas por la célula diana, de modo que no activan el receptor hormonal y así reducen la cantidad de hormonas disponibles.

Los receptores nucleares que son activados por hormonas activan receptores específicos del ADN llamados elementos sensibles a hormonas (HREs, del inglés Hormone Responsive Elements), que son secuencias de ADN que están situados en la región promotora de los genes que son activados por el complejo hormona receptor. Como este complejo activa la transcripción de determinados genes, estas hormonas también se llaman inductores de la expresión genética. La activación de la transcripción de genes es mucho más lenta que las señales que directamente afectan a proteínas ya existentes. Como consecuencia, los efectos de hormonas que se unen a receptores nucleares se producen a largo plazo. Sin embargo la señal de transducción a través de receptores solubles afecta solo a algunas proteínas. Los detalles de la regulación genética todavía no son del todo conocidos. Todos los receptores nucleares tienen una estructura modular similar:
N-AAAABBBBCCCCDDDDEEEEFFFF-C
donde CCCC es el dominio de unión al ADN que contiene dedos de zinc, EEEE es el dominio de unión al ligando. El último es también responsable de la dimerización de la mayoría de los receptores nucleares más importantes que se unen al ADN. Como tercera función, contienen elementos estructurales que son responsables de la transactivación, usada para la comunicación con el aparato de la traducción o síntesis de proteínas. Los dedos de zinc en el dominio que se une el ADN, estabiliza la unión con el ADN por medio de contactos con fosfatos del esqueleto del ADN. Las secuencias de ADN que hacen juego con el receptor son normalmente repetición hexaméricas, tanto invertidas como evertidas. Las secuencias son bastante parecidas, pero su orientación y distancia son los parámetros por los que los dominios que se unen al ADN de los receptores pueden distinguire de forma diferente.

#### Receptores esteroideos
Los receptores esteroideos son un subtipo de receptores nucleares localizados permanentemente en el citoplasma. En ausencia de hormona esteroidea, los receptores están unidos en un complejo denominado complejo aporreceptor, que contiene proteínas chaperonas o carabina, también conocidas como proteínas de choque térmico o de calor (HSPs del inglés Heat Shock Proteins). Las HSPs son necesarias en la activación del receptor porque ayuda a cambiar su conformación que le permite unirse a la secuencia de bases del ADN.
Los receptores esteroides también pueden tener un efecto represivo sobre la expresión genética cuando el dominio de transactivación esté escondido, por lo que no se puede activar la transcripción. como resultado de otras formas de señal de transducción, por ejemplo como por un factor de crecimiento. Este comportamiento es llamado
crosstalk.

#### RXS y receptores huérfanos
Estos receptores moleculares pueden ser activados por:
- Una hormona clásica que entra en la célula por difusión.
- Una hormona que fue sintetizada en la célula, como por ejemplo retinol, de un precursor o prohormona, que puede ser transportada hacia la célula a través del torrente sanguíneo.
- Una hormona que fue completamente sintetizada en el interior de la célula por ejemplo, las prostaglandinas.

Estos receptores están localizados en el núcleo y no están acompañados de proteínas carabina. En ausencia de hormona, se une a su secuencia específica de ADN inactivando un gen. Cuando se activan por las hormonas, se activa la transcripción de genes que estaban reprimidos.